# Compás de reducción

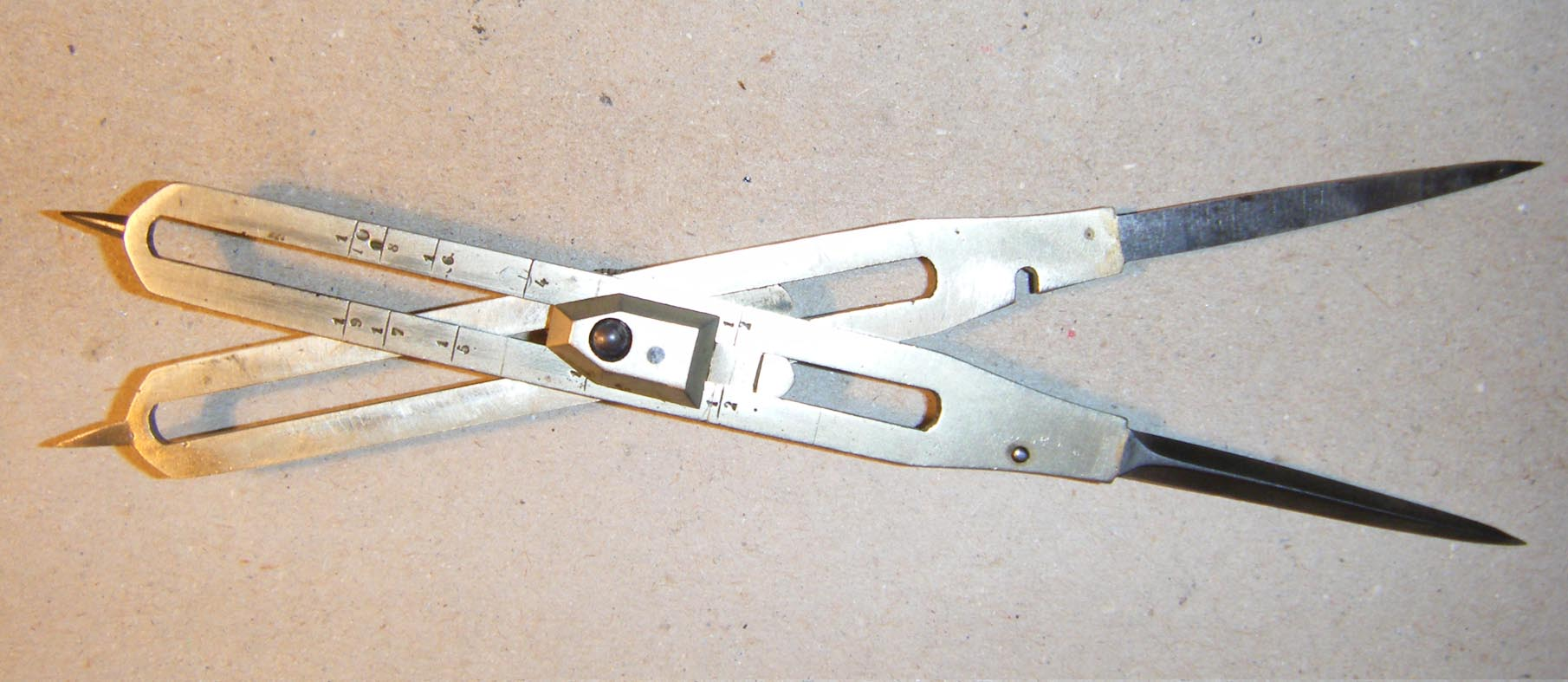
Compás de reducción ajustable

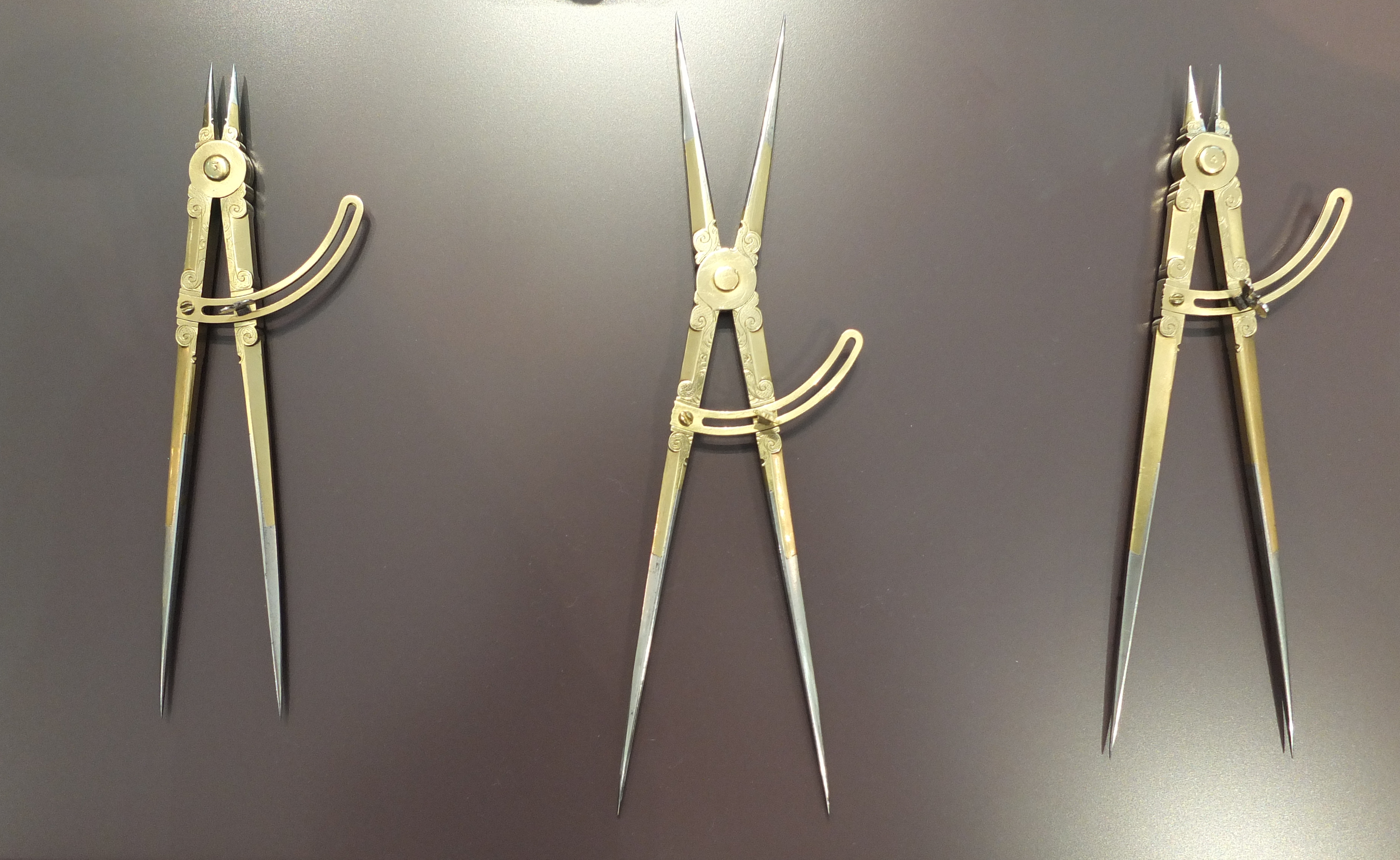
Compases de reducción fijos

El compás de reducción (también denominado compás de cuatro puntas) es un instrumento de dibujo, que sirve para obtener longitudes a una escala dada a partir de las medidas tomadas punto a punto de un modelo original.
El Diccionario castellano con las voces de ciencias y artes (Estevan Terreros y Pando, 1786), lo define como:
| COMPÁS DE REDUCCIÓN, compás, que estando compuesto de dos piernas cruzadas, y movibles sobre un eje fijo, forma cuatro puntas, o piernas, dos pequeñas opuestas a las dos grandes, y sirve para reducir toda medida, o figura capaz de la mayor abertura a una mitad, tercio, cuarto, &c. según la medida proporcionada de las piernas. También hay en la perspectiva otra especie de compás de reducción para reducir de mayor a menor, &c. imágenes, mapas, &c. |

Fijando la relación de longitud entre las patas cortas y las patas largas, se consigue que la separación entre las puntas correspondientes guarde siempre la misma proporción, al formarse dos triángulos isósceles semejantes que comparten dos ángulos opuestos por el vértice.   

## Historia

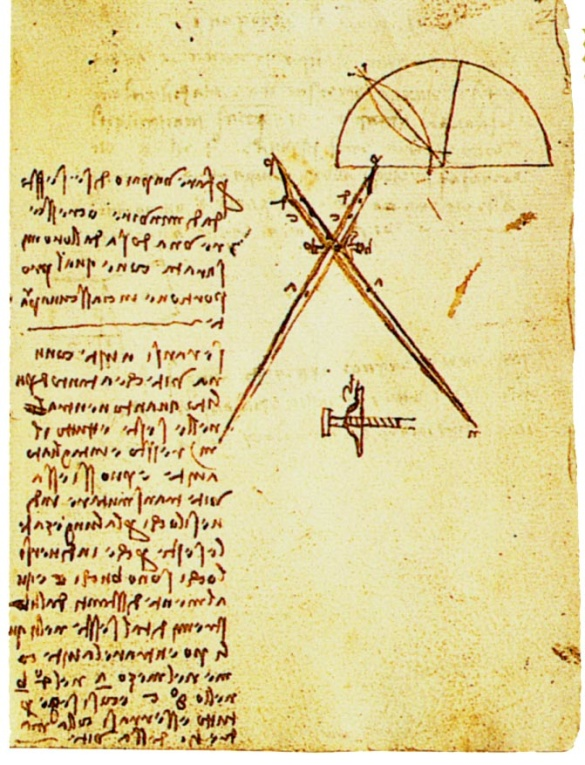
Boceto de un compás de reducción, obra de Leonardo da Vinci. Códice Forster (hacia 1490)

Es posible que los artistas y los constructores de la antigüedad dispusieran de este instrumento, pero no se dispone de evidencias que lo atestigüen.
Una de las imágenes más antiguas conocidas de un compás de reducción aparece en un boceto realizado por Leonardo da Vinci a finales del siglo XV, que forma parte del Códice Forster 1 (folio 4r).
La configuración del instrumento en su forma definitiva data de finales del siglo XVI en Italia. Cuando Galileo desarrolló su propio modelo de compás de cuatro puntas entre 1599 y 1600, en Europa ya eran conocidos y renombrados los fabricados primero por Federico Commandino (1509-1575); luego por Simone Baroccio; y más adelante por Joost Bürgi (1552-1632).

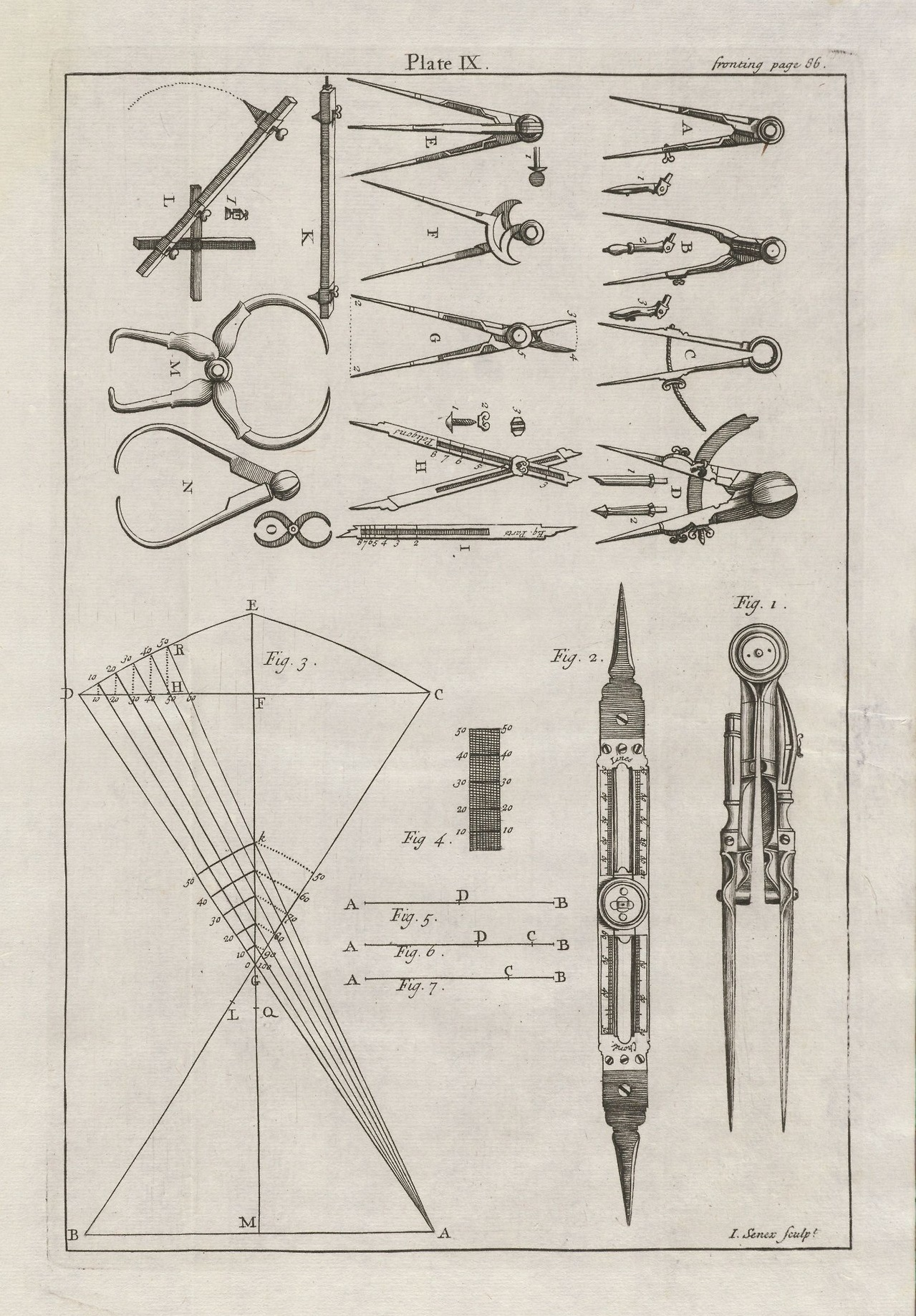
Compases de cuatro puntas diseñados por Nicolas Bion (1652–1733)

Hacia 1570, Guidobaldo Del Monte (1545-1607) transformó el compás de cuatro puntas ideado por Federico Commandino en un instrumento con solo dos patas, dando origen a la pantómetra (también conocida como compás de proporción, por lo que a veces son confundidos ambos compases), un instrumento mucho más complejo desarrollado plenamente en 1606 por Galileo Galilei (1564-1642), y que se podía utilizar como una primitiva regla de cálculo para estimar analíticamente funciones trigonométricas.

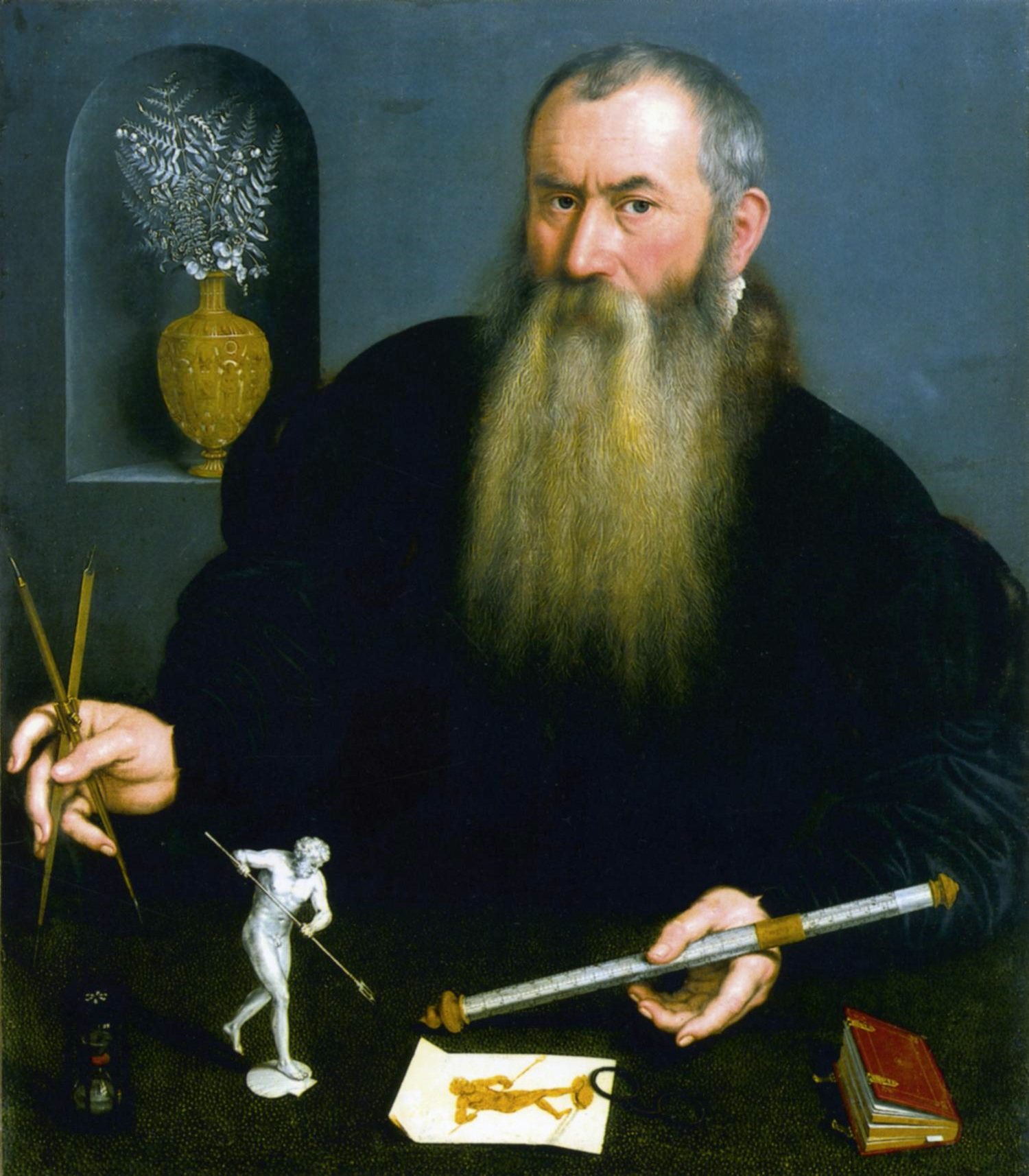
Retrato de Wenzel Jamnitzer, con un compás de reducción en su mano derecha (c. 1565)

Este hecho permite situar el origen del compás de reducción  en su forma moderna como mínimo en la segunda mitad del siglo XVI, aunque sigue sin conocerse la datación exacta de su invención. Atribuido generalmente al ya citado Federico Commandino, la imagen del compás aparece en un retrato de Wenzel Jamnitzer (1507-1585) pintado en torno a 1565. El instrumento más antiguo que se conserva data de hacia 1582, y lleva la firma del suizo Joost Bürgi.
Existen dos diccionarios técnicos del siglo XVIII (el del francés César-Pierre Richelet de 1732 y el ya mencionado de Terreros de 1786), en los que es citado el compás de reducción. 
Durante el siglo XIX también se fabricaron modelos con la articulación fijada para una proporción determinada (normalmente 2:1), denominados en España compás himedial, y en la Inglaterra Victoriana como compás de entero y mitad.
Siguió siendo un instrumento vigente al menos hasta comienzos del siglo XX, formando parte del instrumental comercializado por fabricantes como la empresa suiza Kern & Co.
En la actualidad, se fabrican y comercializan modelos de plástico, diseñados con fines didácticos.

## Descripción

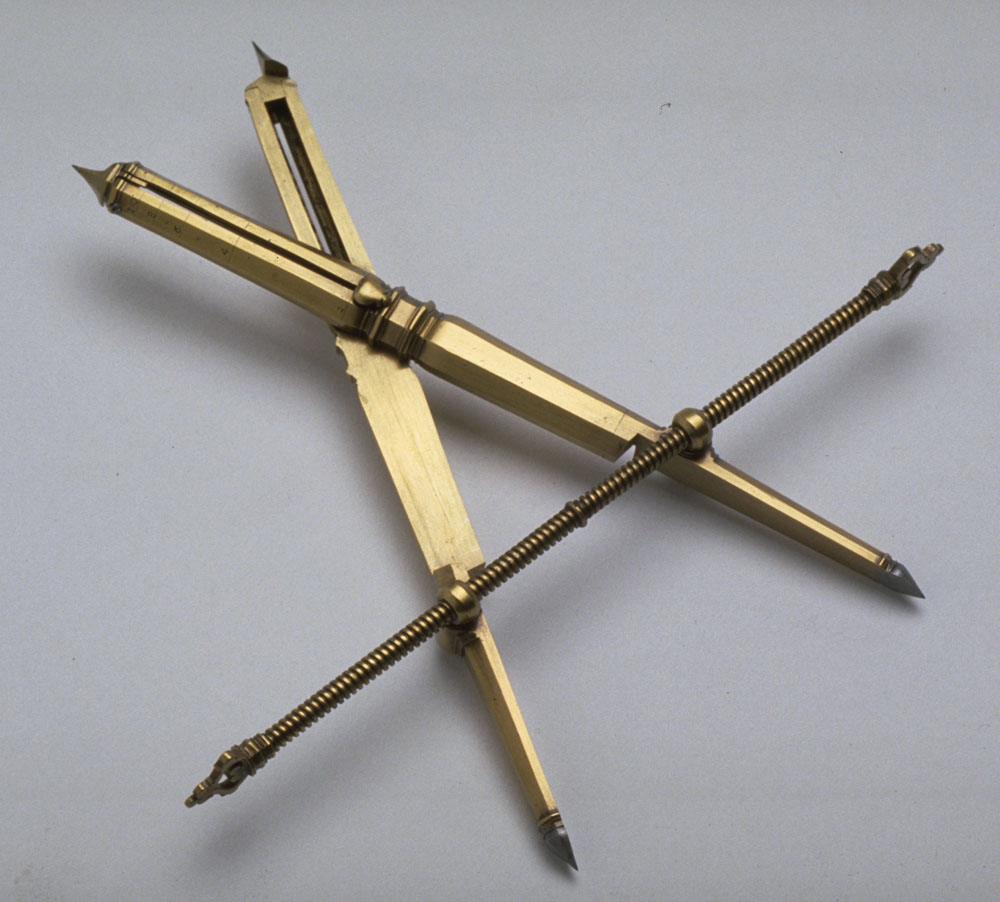
Compás de cuatro puntas equipado con un tornillo transversal para evitar el desplazamiento accidental de las medidas

El instrumento consta de dos brazos de idéntica longitud, unidos mediante una articulación intermedia cuya posición es ajustable a lo largo de los brazos, que poseen una acanaladura central por la que puede deslizarse.
A lo largo de estas acanaladuras figuran escalas graduadas en bajorrelieve, con indicaciones de la posición a la que debe situarse la articulación para obtener determinadas proporciones (como 1/2, 1/3, 2/3... o también las relaciones entre el lado de un polígono regular y el radio de su circunferencia circunscrita).
Dispone de cuatro agujas (situadas a ambos extremos de cada pata), con las que se ajustan las longitudes que se desean medir como con cualquier compás de puntas secas.
Su longitud total es de unos 20 cm, y solían fabricarse de bronce (posteriormente de alpaca o de acero inoxidable; e incluso de plástico). Cuando el instrumento está cerrado, las caras interiores planas de las patas están perfectamente en contacto la una con la otra, como si fuesen las dos hojas de unas tijeras. Esta disposición permite que las cuatro puntas del compás estén prácticamente en el mismo plano. 
Para que el instrumento funcione correctamente, es imprescindible que la rótula esté perfectamente ajustada, de forma que su posición relativa respecto a cada pareja de puntas del compás sea exactamente la misma. Para ello, el compás dispone de una muesca machihembrada que facilita que las dos hojas estén perfectamente alineadas cuando está plegado, momento en el que se debe fijar la posición de la rótula.
Otras tipologías
Además del diseño descrito con las acanaladuras y la articulación ajustable, también existen modelos de proporción fija (en los que las patas se configuran en una disposición que recuerda a unos alicates). Para evitar que las medidas tomadas varíen accidentalmente al manipular el instrumento cuando se pasan del original a la copia, algunos compases disponen de un arco acanalado situado entre las dos patas, que permite fijar su posición mediante una palomilla. También se conserva una pieza que, a semejanza de una bigotera, posee un tornillo que permite controlar la apertura de las patas. En cualquier caso, este tipo de sujeciones mejora la fiabilidad del compás, pero a costa hacer menos ágil su manejo.
Los compases de cuatro puntas modernos que se comercializan con fines didácticos, suelen ser de plástico. Simplifican su construcción sustituyendo la acanaladura por una serie de orificios a distancias determinadas, donde se encaja el eje de la articulación. Esta solución limita la versatilidad del compás, pero puede ser suficiente cuando solo deba trabajarse con unas pocas escalas.

## Principio matemático

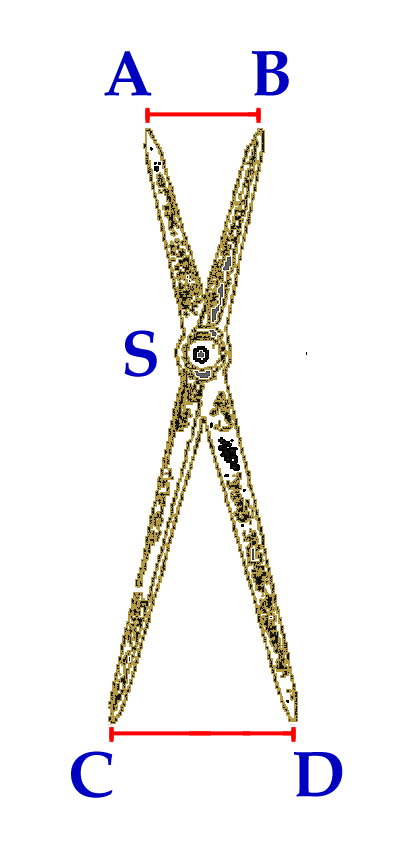
Geometría de un compás de reducción

Las patas AD y BC tienen idéntica longitud. Así mismo, cuando está correctamente situada la articulación en S, el segmento AS mide igual que el BS (brazos cortos), y el CS mide igual que el DS (brazos largos).
Dado que los ángulos ASB y CSD son opuestos por el vértice, se tiene que los triángulos ASB y CSD son semejantes, y por lo tanto, sus lados son proporcionales entre sí: AS/DS = BS/CS = AB/CD
En consecuencia, cualquier medida tomada con las puntas A y B, guarda con la separación de las puntas C y D la misma relación que la establecida entre las longitudes de las patas cortas y las largas. Así, por ejemplo, si las patas largas miden el doble que las patas cortas, la separación entre las puntas de las patas largas será el doble que la de las puntas de las patas cortas.

## Aplicaciones

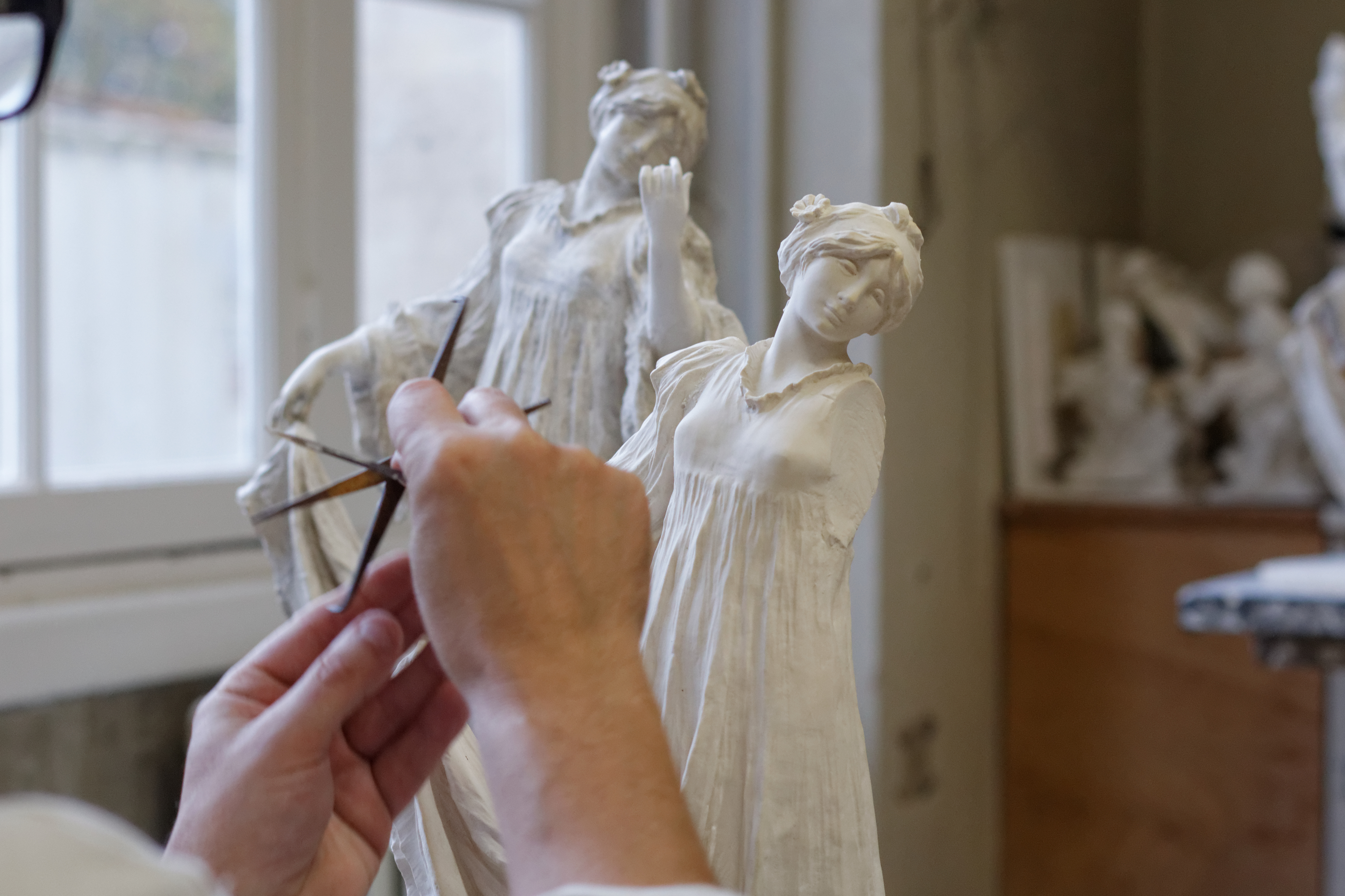
Un artesano tomando medidas para confeccionar una pieza a escala de porcelana de Sevres

El compás de reducción se utiliza para transformar analógicamente las medidas de un modelo original en una proporción dada. Por ejemplo, si se desea esculpir una copia de una estatua a la mitad de su tamaño original, el compás de cuatro puntos permite traspasar medidas de referencia entre el original y la copia con gran facilidad. 
Como instrumento de dibujo, permite realizar manualmente copias a escala de diseños originales, aunque es mucho menos ágil que un pantógrafo, que a su vez ha pasado a ser poco menos que una curiosidad de museo debido al desarrollo de las técnicas de diseño gráfico asistido por ordenador. Cuando cuenta con las graduaciones necesarias, también permite obtener las dimensiones de polígonos regulares en relación con las circunferencias que los inscriben. 
Así mismo, en las cartas náuticas planisféricas, permitía trasladar longitudes y latitudes a la misma escala, facilitando el cálculo aproximado de distancias de navegación reales.